# Ліжер-Сіті (Флорида)
Ліжер-Сіті (англ. Leisure City) — переписна місцевість (CDP) в США, в окрузі Маямі-Дейд штату Флорида. Населення — 26 324 особи (2020).

## Географія
Ліжер-Сіті розташований за координатами 25°29′38″ пн. ш. 80°26′17″ зх. д. / 25.49389° пн. ш. 80.43806° зх. д. (25.493754, -80.438008).  За даними Бюро перепису населення США в 2010 році переписна місцевість мала площу 8,80 км², з яких 8,62 км² — суходіл та 0,17 км² — водойми.

### Клімат
| Клімат : Ліжер-Сіті   | Клімат : Ліжер-Сіті | Клімат : Ліжер-Сіті | Клімат : Ліжер-Сіті | Клімат : Ліжер-Сіті | Клімат : Ліжер-Сіті | Клімат : Ліжер-Сіті | Клімат : Ліжер-Сіті | Клімат : Ліжер-Сіті | Клімат : Ліжер-Сіті | Клімат : Ліжер-Сіті | Клімат : Ліжер-Сіті | Клімат : Ліжер-Сіті | Клімат : Ліжер-Сіті |
| Показник              | Січ.                | Лют.                | Бер.                | Квіт.               | Трав.               | Черв.               | Лип.                | Серп.               | Вер.                | Жовт.               | Лист.               | Груд.               | Рік                 |
| Середній максимум, °C | 25,0                | 25,6                | 27,2                | 28,9                | 30,6                | 31,7                | 32,2                | 32,8                | 31,7                | 30,0                | 27,2                | 25,6                | 28,9                |
| Середній мінімум, °C  | 12,2                | 12,2                | 14,4                | 16,1                | 18,9                | 21,1                | 21,7                | 21,7                | 21,7                | 19,4                | 16,1                | 13,3                | 17,2                |
| Норма опадів, мм      | 43                  | 48                  | 56                  | 84                  | 163                 | 234                 | 198                 | 208                 | 246                 | 196                 | 66                  | 33                  | 1575                |
| --------------------- | ------------------- | ------------------- | ------------------- | ------------------- | ------------------- | ------------------- | ------------------- | ------------------- | ------------------- | ------------------- | ------------------- | ------------------- | ------------------- |
| Джерело: Weatherbase  |                     |                     |                     |                     |                     |                     |                     |                     |                     |                     |                     |                     |                     |

## Демографія
Згідно з переписом 2010 року, у переписній місцевості мешкало 22 655 осіб у 6220 домогосподарствах у складі 5120 родин. Густота населення становила 2575 осіб/км².  Було 6958 помешкань (791/км²).
Расовий склад населення:
| - 73,0 % — білих - 17,5 % — чорних або афроамериканців - 0,9 % — азіатів - 0,2 % — корінних американців - 5,8 % — осіб інших рас |

До двох чи більше рас належало 2,6 %. Частка іспаномовних становила 74,9 % від усіх жителів.
За віковим діапазоном населення розподілялося таким чином: 30,0 % — особи молодші 18 років, 61,1 % — особи у віці 18—64 років, 8,9 % — особи у віці 65 років та старші. Медіана віку мешканця становила 31,2 року. На 100 осіб жіночої статі у переписній місцевості припадало 100,8 чоловіків;  на 100 жінок у віці від 18 років та старших — 99,2 чоловіків також старших 18 років.
Середній дохід на одне домашнє господарство  становив 43 622 долари США (медіана — 34 428), а середній дохід на одну сім'ю — 43 783 долари (медіана — 34 658). Медіана доходів становила 27 387 доларів для чоловіків та 24 003 долари для жінок. За межею бідності перебувало 35,1 % осіб, у тому числі 51,4 % дітей у віці до 18 років та 29,1 % осіб у віці 65 років та старших.
Цивільне працевлаштоване населення становило 9815 осіб. Основні галузі зайнятості: освіта, охорона здоров'я та соціальна допомога — 15,6 %, будівництво — 13,9 %, мистецтво, розваги та відпочинок — 13,1 %, роздрібна торгівля — 12,6 %.